# Boucaid
Boucaid (berbère : ⴱⵓⴳⴰⵢⴻⴷ) est une commune de la wilaya de Tissemsilt en Algérie.

## Géographie

### Localisation
Le chef lieu de la commune de Boucaid se distingue par son implantation à près de 1 200 mètres d'altitude au pied de l'Ouarsenis, ce qui en fait l'une des communes les plus élevées d’Algérie. Boucaid se situe à 250 km à l'ouest d'Alger et à 64 km au nord du chef lieu de la wilaya Tissemsilt.  
Le territoire de la commune de Boucaid se trouve au pied nord du massif de l'Ouarsenis (notamment le Sra Sidi-Abd-elKader), le village étant sur le pied nord-ouest du Kef Sidi-Amar. 

### Massif de l'Ouarsenis
L'Ouarsenis mot berbère de la langue zénète signifiant « rien de plus haut »e est un important massif montagneux qui se dresse au Sud de la vallée du Chélif et à environ 90 kilomètres de la Méditerranée.
Boucaid possède aussi une importante diversité forestière où elle abrite pin d’Alep, genévrier cade, pistachier térébinthe, chêne vert, chêne liège, chêne zéen, mais surtout des cèdres géants parfois centenaires. La principale forêt de Boucaid appelée Ain Antar est classée parc régional et constitue le principal site touristique de la région.

## Économie
La ville dispose de richesses minières (plomb, zinc et baryte) exploitées depuis la période coloniale. La mine demeure l'un des gisements les plus importants pour la production du baryte destiné essentiellement aux chantiers pétroliers comme alourdissant de la boue de forage[réf. nécessaire].

## Ethnologie
Point de vue ethnologique la commune de Boucaïd est divisée en trois grandes ethnies
- les Beni hindel (en zénète, « éleveurs de poulets »).
- les Beni boukhanous (en zénète, « éleveurs de porcelets »).
- Les Mourabitine, ethnie se disant issue de la lignée du prophète Mahomet, mais qui seraient le plus souvent majoritairement des Berbères venant de régions limitrophes (généralement seul l'ancêtre patriarche est d'origine arabo-musulmane).